# Родинний будинок Бернадетти Субіру
43°05′54″ пн. ш. 0°02′57″ зх. д. / 43.0983° пн. ш. 0.04917° зх. д.

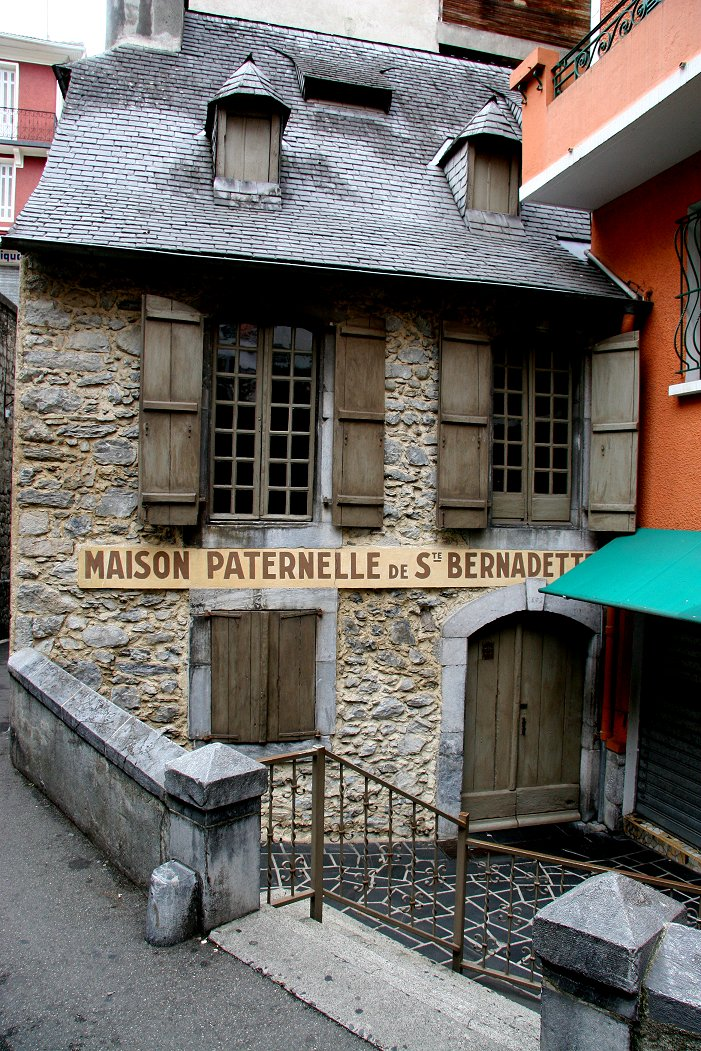
«Млин де Боллі», сучасне фото

Родинний будинок Бернадетти Субіру або «Млин де Болі» (фр. Le Moulin de Boly) — згідно з іменем попереднього власника — впродовж десяти років (1844—1854) надавав притулок родині Бернадетти. Тут вона жила зі своїми батьками, братами і сестрами, а також з бабусею, своїми дядьками та тітками, двоюрідними братами й сестрами.

## Історія
У цьому будинку Бернадетта прожила перші десять років свого життя. Її батько — Франсуа Субіру та мати Луіза Кастаро, попри різницю в соціальному стані, взяли шлюб по-любові 9 січня 1843 року.
Після десяти років життя у будинку в родині почалися великі труднощі. Конкуренція парових млинів, посуха в регіоні, а також надмірна щедрість родини у відношенні до бідних та її «скромність» перед боржниками стали причинами скрути сімейного підприємництва.

## Експозиція

### Прийомна зала
Приміщення Прийомної зали не має безпосереднього відношення до родинного будинку Бернадетти Субіру, а є частиною спорудженого поряд із ним будинку середини ХХ ст.
У Прийомній залі розміщені експонати, що відображають побут місцевих жителів Лурду середини XIX ст.: військових, релігійних діячів, а також представників селянства, мірошників, робітників кар'єрів та ін. Зокрема тут розміщені портрети пароха та єпископа часів об'явлень, батьків Бернадетти, а також генеалогічне дерево родини Субіру від батьків до наших днів.

### Родинний дім
На першому поверсі розташовані кухня, спільна зала та покій для різноманітних занять, в якому члени родини ввечері молилися. Тут також знаходиться млин, кам'яні жорна якого оживляв потік Лапакка.
На другому поверсі знаходиться кімната, де народилася Бернадетта (7 січня 1844 року), та кімната, що належала батькам дівчини. У кімнаті батьків розміщені гравюри із зображеннями сімейного життя в млині: його святковими й траурними днями, роботою, моментами трапези й молитви.
У теперішній час будинок є частиною музею родини Святої Бернадетти й відкритий для відвідувачів. Розташований по вулиці Бернадетти Субіру, 12 (12, rue Bernadette).